# Душан Поповић (адвокат)
Др Душан Поповић (Рума, 1. октобар 1877 — Париз, 25. јун 1958) био је адвокат, политичар, посланик Хрватског сабора, важан дио Хрватско-српске коалиције.

## Биографија
Гимназију је завршио у Осијеку, а правни факултет у Загребу. Отац му је био угледни правник и септемвир, члан Стола седморице. После завршених студија запослио се као приправник у адвокатској канцеларији Васе Ђурђевића, а стаж завршио у канцеларији адвоката Др Александра Рокнић у Сремској Митровици. Ту је 1904. године отворио самосталну адвокатску канцеларију. Добро образован, са широким духовним хоризонтима, дошао је на глас као врстан адвокат који је убрзо ушао и у политички живот, везујући се за идеје које је заступала Хрватско-српска коалиција. Године 1906. постао је члан Хрватског сабора, а за посланика је изабран на листи Хрватско-српске коалиције у изборном срезу Моровић у Срему. Од тада па све до 1913. године, био је стално биран за посланика у Моровићком и сремскомитровачке срезу.
Као адвокат је радио у Загребу од 1910. године до Другог светског рата. Врхунац политичке каријере домашио је до Првог светског рата. Први светски рат затекао га је у Загребу као посланика у Хрватском сабору и као делегата у заједничком Угарско-хрватском сабору у Будимпешти. Са добрим личним везама у мађарским политичким круговима, био је веома заслужан што је Хрватско-српска коалиција успела да одоли политичким нападима екстремне деснице у Хрватској, махом франковаца који су коалицију стално оптуживали због велеиздаје, служећи се притом чак и денунцијацијама. Почетком рата био је ухапшен због недозвољених политичких радњи, са циљем да га уклоне из јавног живота и ослабе Хрватско-српску коалицију. Ослобођен је захваљујући посланичком имунитету.
Истакао се као бранилац у политичким процесима који су се низали са циљем да се разори Хрватско-српска коалиција. У Велеиздајнички процесу у Загребу 1908. године, Поповић је бранио оптужене Србе доказујући да је оптужница заснована на фалсификованом тумачењу историје. Доказао је да не постоји дело великосрпске пропаганде за коју су оптужени одговарали. Исход овог процеса представљао је велику срамоту за противничку страну, а углед Хрватско-српске коалиције остао је неокрњен.
Запажена је и његова улога као браниоца у процесима који су вођени у Загребу 1910. године против Др Срђана Будисављевића, Др Лазе Поповића, Др Милана Метикоша, Милана Тодоровића и Ђорђа Гавриловића.
Посебни значај је имао у чувеном бечком Фридјунговом процесу, који се завршио потпуним дебаклом државне оптужнице, која се заснивала на лажним документима којима се служио бечки историчар Фридјунг. Био је то скандал аустријске државе који је озбиљно уздрмао њен међународни углед и темеље њеног правосуђа.
После Првог светског рата повукао се из политичког живота нове државе, посветивши се адвокатури. Последњу деценију свога живота провео је у Београду, проучавајући старе историјске изворе, а посебно "Летопис попа Дукљанина". Своје резултате објавио је у обимној књизи „Прилози читању и разумевању разних старина“ (Београд, 1957) коју је штампао о свом трошку.

## Породица
Млађа сестра Милица удала се за познатог осијечког политичара и индустријалца Ивана Рикарда Ивановића с којим је имала сина Вану Ивановића, југославенског атлетског првака.

## Занимљивости
1907. у мађарском Сабору се десила духовита ситуација око именовања језика, српски или хрватски. Први део говора у заједничком сабору Поповић је држао на мађарском језику, а потом је прешао на свој мили српски матерински језик. Када је ускоро предсједник сабора добио превод, дошло је до овакве сцене: Предсједник: (звони) Овај час сам сазнао, да господин говорник говори у овој саборници српски. Ја опомињем господина говорника на то, да то по закону није дозвољено. (Буран смех код делегације). Народни заступник Поповић: Услед ове опомене изјављујем да нећу више говорити српски. Предсједник: Ја позивљем на ред господина говорника, јер је досад говорио српским језком. (Код делегације буран смех). Др. Полит-Десанчић: Та за бога, то је један те исто језик. Предсједник: Нека се господа Хрвати не смеју. То је врло озбиљна ствар. Ако су језици слични, то не стоји да Срби имаду право говорити српски. Нар. заст. Прибићевић: Чујете ли господо радикали, како говоре ваши пријатељи Мађари. Нар. заст. Поповић: Поштовани доме, досад сам говорио српски, одсад ћу хрватски, могу ли сада наставити. (Смех код делегата). Предсједник: (звони) Ја опомињем господина говорика, да је по пословнику пословни језик мађарски у овом сабору, тек заступници из Хрватске имају право по зак. чл. XXX од 1868. служити се језиком хрватским. Господин говорник је 4. јула ове године у саборској сједници изјавио, да је цело време саборског заседања служио се својим материнским језиком српским. То не смије бити. И ја господина говорника опомињем. Нар. заст. Поповић: Па добро. (мађарски) Ја сам досад говорио српски, сад нећу више говорити српски, него хрватски. Је ли сад у реду? (Смех код делегата). (Са клупа мађарских заступника: Тако је! Сад је у реду)...